# Carol Connors
Carol Connors (pseudonimo di Carol Lynn Campau; New Jersey, 13 novembre 1952) è un'ex attrice pornografica statunitense, attiva durante gli anni settanta e ottanta.
Talvolta accreditata come Caroline May e Carol Kaiser, girò una ventina di film pornografici nel periodo 1971-1981. Sposata con il collega pornoattore Jack Birch, è la madre dell'attrice Thora Birch.

## Biografia
La Connors nacque nel New Jersey con il nome "Carol Campau". Crebbe tra New Jersey e Texas.

### Carriera
Dopo alcune comparsate minori in serie televisive come Io e i miei tre figli e I giorni di Bryan, Carol Connors cominciò la propria carriera nel mondo del cinema hard agli inizi degli anni settanta, facendosi notare nel celebre La vera gola profonda (1972) nel ruolo dell'infermiera assistente del Dr. Young (Harry Reems). Nel 1978 recitò come protagonista nel film Le avventure erotiche di Candy e nel suo seguito Candy la super viziosa del 1979, diretta in entrambi i film da Gail Palmer. Nel 1981 diresse e recitò in Desire for Men.
Nel 1977 partecipò anche al programma televisivo The Gong Show, un talent show simile a La Corrida, dove divenne una delle vallette di Chuck Barris.
Inoltre, nel 1979 la Connors recitò in Sweet Savage - Dolce selvaggia, uno dei primissimi film western porno. Il film venne girato presso l'Apacheland Movie Ranch di Apache Junction, Arizona.
Ritiratasi dal mondo dei film a luci rosse, in anni recenti si è dedicata, insieme al marito, all'attività di manager della figlia attrice Thora Birch.

## Filmografia

### Cinema
- Cousin Betty (1972)
- La vera gola profonda (Deep Throat), regia di Gerard Damiano (1972)
- School Teachers Weekend Vacation, regia di Emilio Portici (1972)
- Weekend Tail (1972)
- Daddy's Rich, regia di Marc Brock (1972)
- The Water People, regia di Emilio Portici (1973)
- Dear Throat, regia di P. Arthur Murphy (1973) - non accreditata
- Touch Now, Pay Later, regia di Emilio Portici (1973)
- Road of Death, regia di Rene Martinez Jr. (1973)
- My Bed Is Crowded, regia di Emilio Portici (1973)
- Money from Home, regia di Emilio Portici (1973) - non accreditata
- Experimental Marriage, regia di Emile A. Harvard (1973) - non accreditata
- Demon's Brew, regia di Duncan Stewart (1973) - non accreditata
- Young, Rich and Ripe (1974)
- The Zodiac Murders, regia di Morton Schwartz (1975)
- Lèche-moi partout, regia di Francis Leroi (1978)
- Le avventure erotiche di Candy (The Erotic Adventure of Candy), regia di Gail Palmer (1978)
- Sweet Savage - Dolce selvaggia (Sweet Savage), regia di Ann Perry (1979)
- Candy la super viziosa (Candy Goes to Hollywood), regia di Gail Palmer (1979)
- Midnight Blue 2, regia di Al Goldstein (1980)
- Desire for Men, regia di Carol Connors (1981)
- The Concrete Jungle, regia di Tom DeSimone (1982)
- Fantasie erotiche di Gerard Damiano (Consenting Adults), regia di Gerard Damiano (1982)
- La signora di Beverly Hills (Beverly Hills Madam), regia di Harvey Hart (1986) - film TV
- Electric Blue 38 (Video) (1986)
- True Bromance, regia di Sebastian Doggart (2011)

### Televisione
- Io e i miei tre figli, 1 episodio (1964)
- I giorni di Bryan, 1 episodio (1967)
- Big John, Little John, 1 episodio (1976)
- The Next Step Beyond, 1 episodio (1978)
- CHiPs, 1 episodio (1982)
- Mike Hammer investigatore privato, 1 episodio (1986)